# Tomás González (gimnasta)
Enrique Tomás González Sepúlveda (Santiago, 22 de noviembre de 1985), conocido deportivamente como Tomás González, es un gimnasta y kinesiólogo chileno.
Integrante del plan deportivo Asociación de Deportistas Olímpicos de Chile (ADO Chile), ha logrado llegar en diecisiete oportunidades a las finales del circuito de la Copa Mundial de gimnasia, ganando nueve medallas en Copas del Mundo «A».
Considerado el «mejor gimnasta de Chile en la historia» según los especialistas internacionales, fue el primero de su país en obtener medallas en Juegos Panamericanos y Copas Mundiales. Registró el salto «González» en los ejercicios de suelo en 2003. Con su participación en los Juegos Olímpicos de Londres 2012, se convirtió en el primer chileno en la historia en asistir a una prueba olímpica de gimnasia y en clasificar a una final olímpica —en particular, en las pruebas de salto y suelo— obteniendo el cuarto lugar en ambas competiciones. Repitió en la final de salto en Río de Janeiro 2016 finalizando séptimo. En los Juegos Panamericanos de 2019, obtuvo la medalla de oro en la prueba de suelo.
En abril de 2017, fue elegido presidente de la Federación de Gimnasia de Chile.

## Primeros años y estudios
Hijo de Enrique González y de Marcela Sepúlveda, ambos gimnastas. Tomás González realizó sus estudios básicos y medios en el Colegio San Juan Evangelista de Las Condes, prosiguiendo sus estudios de educación superior en la carrera de kinesiología en la Universidad Finis Terrae, titulándose de esta en 2019.

## Carrera deportiva

### Inicios y primeros títulos (2004-2008)
González practica gimnasia artística, especializándose en las disciplinas de suelo y salto en caballete. En 2004, el atleta, formado en el Club Deportivo Universidad Católica, fue elegido como el mejor gimnasta chileno por la prensa especializada tras ganar la medalla de bronce en la Copa Mundial realizada ese año en La Serena. En 2006, participó en la Copa del Mundo «A» de Moscú, donde obtuvo la medalla de bronce en salto.
En los Juegos Panamericanos de 2007, realizados en Río de Janeiro, Tomás González obtuvo dos medallas en gimnasia: plata en salto y bronce en suelo. Con estos resultados, se convirtió en el primer chileno en ganar medallas en esta disciplina. Ese mismo año, González, con 15,800 puntos, obtuvo una medalla de oro en suelo en la Copa del Mundo «A» realizada en Glasgow y en 2008, en la Copa del Mundo «A» efectuada en Barcelona, obtuvo una de plata en salto con 15,900 puntos. Pese a sus crecientes éxitos, la falta de un equipo competitivo le privó de clasificar a los Juegos Olímpicos de Pekín 2008.

### Consolidación (2009-2010)

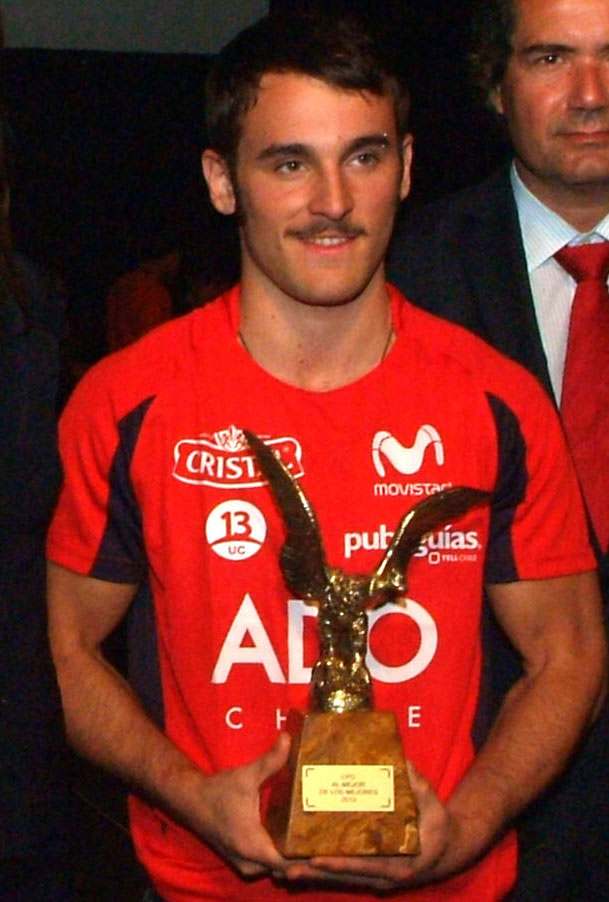
Tomás González en la premiación al mejor deportista chileno de 2010.

En 2009, logró realizar dos saltos inéditos con el nivel máximo de complejidad de 17 puntos: el «round-off triple carpado hacia atrás» y el «Yurchenko mortal extendido con triple giro». Posteriormente, logró llegar a la final del Campeonato Mundial de Gimnasia de 2009 realizado en Londres, tras alcanzar un puntaje de 15,575 en la fase clasificatoria. Así, en su primera participación en una final de este tipo de torneo, González obtuvo el séptimo lugar con 15,225 puntos, convirtiéndose en una de las posibles cartas chilenas para los Juegos Olímpicos de Londres 2012.
Tras su participación en Londres, la Federación de Gimnasia, con la que González ha tenido manifiestos problemas, no inscribió al gimnasta en la Copa del Mundo a realizarse en Stuttgart, debido a un supuesto «olvido». La situación debió ser solucionada por las gestiones directas de Neven Ilić, presidente del Comité Olímpico de Chile. González, a pesar de haber sido inscrito fuera de plazo, obtuvo medalla de plata en suelo el 14 de noviembre de 2009, con 15,200 puntos, empatando con el israelí Alexander Shatilov y por debajo del brasileño Diego Hypólito. El 23 de noviembre, el filántropo chileno Leonardo Farkas donó 80 millones de pesos, equivalentes a USD 160 000, en equipamiento deportivo para el destacado atleta.
Obtuvo una medalla de bronce en suelo en la Copa del Mundo «A» de Stuttgart en 2010. El 20 de noviembre de ese año, se tituló campeón mundial en la modalidad de salto en la Copa Mundial de Glasgow, al obtener la medalla de oro, con 15,937 puntos, con los que superó al británico Theo Seager (15,875 puntos) y al neerlandés Jeffrey Wammes (15,775 puntos). En el mismo campeonato, logró la medalla de plata en suelo.
El 20 de diciembre de 2010, Tomás González fue galardonado por el Círculo de Periodistas Deportivos de Chile con el «Cóndor de Oro» como el mejor deportista chileno del año.

### El camino a Londres 2012 y los cuartos lugares olímpicos (2011-2012)
El 20 de marzo de 2011, González obtuvo doble medalla de oro en la Copa del Mundo «A» realizada en París, obteniendo el primer lugar en las disciplinas de salto y suelo. El 5 de abril de 2011 alcanzó por primera vez el número uno de la clasificación mundial calculada por la Federación Internacional de Gimnasia, tanto en salto como en suelo.
En el X Campeonato Sudamericano de Gimnasia Artística, llevado a cabo en Santiago en agosto de 2011, logró un total de 6 medallas: se coronó campeón tanto de la competencia individual general, con un puntaje total de 88,850 (14,150 en caballo con arcos, 14,200 en barra, 14,650 en anillas, 14,650 en paralelas, 15,550 en salto y 15,650 en suelo), como de las competencias de suelo y salto, además se adjudicó las preseas de plata en anillas y paralelas y la de bronce en la competencia por equipos.
En los Juegos Panamericanos de 2011, realizados en Guadalajara, Tomás González obtuvo sendas medallas de plata tanto en suelo como en salto y una presea de bronce en la competencia individual.
El 10 de enero de 2012, González clasificó a los Juegos Olímpicos de Londres tras quedar en el sexto lugar del Olympic Test Event. El 25 de marzo logró la medalla de bronce en la Copa Mundial de Cottbus en la modalidad de salto. En abril del mismo año, el gimnasta se adjudicó la medalla de bronce en suelo y la de oro en salto en el mundial de Osijek (Croacia), previo a los Juegos Olímpicos de Londres 2012. Al mes siguiente, fue galardonado con el Premio Nacional del Deporte de Chile 2011.
El 28 de julio de 2012, González debutó en los Juegos Olímpicos de Londres de ese año, siendo el primer chileno en asistir a un torneo olímpico de esta disciplina. Ese día, González obtuvo un puntaje de 16,149 en la prueba de salto y de 15,533 en la de suelo. Con dichos puntajes, obtuvo los puestos tercero y sexto respectivamente, clasificando a las finales de ambos eventos. En la prueba de suelo, realizada el 5 de agosto, González obtuvo un puntaje de 15,366, quedando en el cuarto lugar bajo el chino Zou Kai, el japonés Kohei Uchimura y el ruso Denis Abliazin. En la final de salto, realizada el 6 de agosto, logró posicionarse en el cuarto lugar consiguiendo una puntuación de 16,183, tras el surcoreano Hak Seon Yang, el ruso Denis Abliazin y el ucraniano Igor Radivilov. Con dichos resultados, González se adjudicó sendos puestos premiados. En diciembre de 2012 fue elegido por el Círculo de Periodistas Deportivos de Chile, junto al atleta paralímpico Cristian Valenzuela, como el mejor deportista chileno del año.

### XXX Olimpiada y Juegos Olímpicos de Río (2013-2016)
En junio de 2013, González ganó la medalla de oro en la prueba de salto en la Copa del Mundo de Portugal con un puntaje de 14,925.
González participó en los Juegos Suramericanos de Santiago 2014, donde obtuvo dos medallas de oro en las pruebas de suelo y salto, con puntajes de 15,666 y 15,083, respectivamente. En la prueba de salto, el gimnasta compartió el primer lugar con el brasileño Sergio Sasaki.
Nuevamente en 2014 Tomás obtuvo oro en la modalidad de suelo, todo esto en el marco del Festival Olímpico Panamericano organizado en México.[cita requerida]
En mayo de 2015, ganó la medalla de oro en la prueba de suelo en la Copa del Mundo de São Paulo con un puntaje de 15,625.
Registró el «González»: salto de dificultad E (0,5 puntos) que consiste en ejecutar un «salto mortal» hacia atrás extendido con triple giro y medio; estrenado oficialmente durante el Campeonato Mundial de Gimnasia Artística de 2003 realizado en Anaheim (Estados Unidos), configurado por iniciativa propia durante los entrenamientos de su etapa juvenil desde 2000, adoptado en el circuito internacional desde 2012, e incluido en el Código de Puntuación en 2018 y bautizado por la Federación Internacional de Gimnasia como su apellido paterno oriundo de España.

## Vida personal
En una entrevista al diario La Tercera, publicada el 14 de julio de 2023 con motivo del lanzamiento de su autobiografía Campeón, González reconoció públicamente su homosexualidad. Ese mismo mes, contrajo matrimonio en una ceremonia civil con su novio colombiano de siete años Juanes. Posteriormente el 24 de noviembre de 2023, se realizó la ceremonia religiosa en el centro de eventos Monte Magdalena ubicado en la comuna de El Monte de la Región Metropolitana de Santiago.

## Competencias internacionales
| Año  | Campeonato                               | Lugar                   | Resultado | Categoría  | Ref.   |
| ---- | ---------------------------------------- | ----------------------- | --------- | ---------- | ------ |
| 2002 | Juegos Sudamericanos                     | Curitiba, Brasil        | 2º        | Salto      | [ 49 ] |
| 2002 | Juegos Sudamericanos                     | Curitiba, Brasil        | 2º        | Suelo      | [ 49 ] |
| 2004 | Copa Mundial                             | Glasgow, Reino Unido    | 3º        | Salto      | [ 49 ] |
| 2004 | Copa Mundial                             | Glasgow, Reino Unido    | 2º        | Suelo      | [ 49 ] |
| 2004 | Copa Mundial                             | La Serena, Chile        | 3º        | Suelo      | [ 49 ] |
| 2006 | Copa Mundial                             | Moscú, Rusia            | 3º        | Salto      | [ 49 ] |
| 2006 | Juegos Sudamericanos                     | Buenos Aires, Argentina | 2º        | Suelo      | [ 49 ] |
| 2007 | Copa Mundial                             | Glasgow, Reino Unido    | 1º        | Suelo      | [ 49 ] |
| 2007 | Juegos Panamericanos                     | Río de Janeiro, Brasil  | 3º        | Suelo      | [ 49 ] |
| 2007 | Juegos Panamericanos                     | Río de Janeiro, Brasil  | 2º        | Salto      | [ 49 ] |
| 2008 | Copa Mundial                             | Barcelona, España       | 2º        | Salto      | [ 49 ] |
| 2009 | Copa Mundial                             | Stuttgart, Alemania     | 2º        | Suelo      | [ 49 ] |
| 2009 | Campeonato Mundial                       | Londres, Reino Unido    | 4º        | Suelo      | [ 50 ] |
| 2009 | Campeonato Mundial                       | Londres, Reino Unido    | 12º       | Caballete  | [ 50 ] |
| 2010 | Copa Mundial                             | Gante, Bélgica          | 2º        | Suelo      | [ 49 ] |
| 2010 | Copa Mundial                             | Glasgow, Reino Unido    | 1º        | Salto      | [ 49 ] |
| 2010 | Copa Mundial                             | Glasgow, Reino Unido    | 2º        | Suelo      | [ 49 ] |
| 2010 | Copa Mundial                             | Stuttgart, Alemania     | 3º        | Suelo      | [ 49 ] |
| 2010 | Campeonato Panamericano                  | Guadalajara, México     | 2º        | Suelo      | [ 49 ] |
| 2010 | Campeonato Mundial                       | Róterdam, Países Bajos  | 15º       | All Around | [ 50 ] |
| 2010 | Juegos Sudamericanos                     | Medellín, Colombia      | 2º        | Suelo      | [ 51 ] |
| 2010 | Juegos Sudamericanos                     | Medellín, Colombia      | 3º        | All Around | [ 51 ] |
| 2010 | Juegos Sudamericanos                     | Medellín, Colombia      | 3º        | Caballete  | [ 51 ] |
| 2010 | Juegos Sudamericanos                     | Medellín, Colombia      | 3º        | Paralelas  | [ 51 ] |
| 2011 | Copa Mundial                             | París, Francia          | 1º        | Suelo      | [ 49 ] |
| 2011 | Copa Mundial                             | París, Francia          | 1º        | Salto      | [ 49 ] |
| 2011 | Campeonato Sudamericano                  | Santiago, Chile         | 1º        | Suelo      | [ 49 ] |
| 2011 | Campeonato Sudamericano                  | Santiago, Chile         | 1º        | Salto      | [ 49 ] |
| 2011 | Campeonato Sudamericano                  | Santiago, Chile         | 1º        | All Around | [ 49 ] |
| 2011 | Campeonato Sudamericano                  | Santiago, Chile         | 2º        | Anillas    | [ 49 ] |
| 2011 | Campeonato Sudamericano                  | Santiago, Chile         | 2º        | Paralelas  | [ 49 ] |
| 2011 | Campeonato Sudamericano                  | Santiago, Chile         | 3º        | Equipo     | [ 49 ] |
| 2011 | Campeonato Mundial                       | Tokio, Japón            | 22º       | All Around | [ 50 ] |
| 2011 | Campeonato Mundial                       | Tokio, Japón            | 6º        | Suelo      | [ 50 ] |
| 2011 | Juegos Panamericanos                     | Guadalajara, México     | 3º        | All Around | [ 49 ] |
| 2011 | Juegos Panamericanos                     | Guadalajara, México     | 2º        | Suelo      | [ 49 ] |
| 2011 | Juegos Panamericanos                     | Guadalajara, México     | 2º        | Salto      | [ 49 ] |
| 2012 | Juegos Olímpicos de Londres              | Londres, Reino Unido    | 4º        | Salto      | [ 50 ] |
| 2012 | Juegos Olímpicos de Londres              | Londres, Reino Unido    | 4º        | Suelo      | [ 50 ] |
| 2012 | Evento de prueba de los Juegos Olímpicos | Londres, Reino Unido    | 4º        | Salto      | [ 50 ] |
| 2012 | Evento de prueba de los Juegos Olímpicos | Londres, Reino Unido    | 1º        | Suelo      | [ 50 ] |
| 2012 | Evento de prueba de los Juegos Olímpicos | Londres, Reino Unido    | 5º        | Caballete  | [ 50 ] |
| 2012 | Evento de prueba de los Juegos Olímpicos | Londres, Reino Unido    | 6º        | All Around | [ 50 ] |
| 2013 | Copa Mundial                             | Anadia, Portugal        | 1º        | Salto      | [ 49 ] |
| 2013 | Copa Mundial                             | Anadia, Portugal        | 7º        | Suelo      | [ 49 ] |
| 2013 | Campeonato Sudamericano                  | Santiago, Chile         | 1º        | Suelo      | [ 52 ] |
| 2013 | Campeonato Sudamericano                  | Santiago, Chile         | 1º        | Salto      | [ 52 ] |
| 2013 | Campeonato Sudamericano                  | Santiago, Chile         | 2º        | All Around | [ 52 ] |
| 2013 | Campeonato Sudamericano                  | Santiago, Chile         | 2º        | Paralelas  | [ 52 ] |
| 2013 | Campeonato Sudamericano                  | Santiago, Chile         | 3º        | Equipo     | [ 52 ] |
| 2013 | Campeonato Sudamericano                  | Santiago, Chile         | 4º        | Anillas    | [ 52 ] |
| 2014 | Copa Mundial                             | Anadia, Portugal        | 3º        | Suelo      | [ 50 ] |
| 2014 | Copa Mundial                             | Anadia, Portugal        | 6º        | Salto      | [ 50 ] |
| 2014 | Copa Mundial                             | Anadia, Portugal        | 5º        | Paralelas  | [ 49 ] |
| 2014 | Juegos Sudamericanos                     | Santiago, Chile         | 1º        | Suelo      | [ 49 ] |
| 2014 | Juegos Sudamericanos                     | Santiago, Chile         | 1º        | Salto      | [ 49 ] |
| 2014 | Campeonato Panamericano                  | Mississauga, Canadá     | 1º        | Suelo      | [ 49 ] |
| 2014 | Festival Deportivo Panamericano          | Santiago, Chile         | 1º        | Suelo      | [ 49 ] |
| 2015 | Copa Mundial                             | São Paulo, Brasil       | 1º        | Suelo      | [ 50 ] |
| 2015 | Copa Mundial                             | São Paulo, Brasil       | 4º        | Salto      | [ 50 ] |
| 2015 | Campeonato Mundial                       | Londres, Reino Unido    | 8º        | Suelo      | [ 50 ] |
| 2016 | Copa Mundial                             | São Paulo, Brasil       | 1º        | Suelo      | [ 50 ] |
| 2016 | Juegos Olímpicos de Río de Janeiro       | Río de Janeiro, Brasil  | 7º        | Salto      | [ 50 ] |
| 2017 | Campeonato Mundial                       | Montreal, Canadá        | 5º        | Suelo      | [ 50 ] |
| 2017 | Copa Mundial                             | París, Francia          | 7º        | Suelo      | [ 50 ] |
| 2017 | Copa Mundial                             | Varna, Bulgaria         | 1º        | Suelo      | [ 50 ] |
| 2017 | Campeonato Panamericano                  | Lima, Perú              | 3º        | Suelo      | [ 50 ] |
| 2018 | Juegos Sudamericanos                     | Cochabamba, Bolivia     | 1º        | Suelo      | [ 50 ] |
| 2018 | Campeonato Panamericano                  | Lima, Perú              | 1º        | Suelo      | [ 50 ] |
| 2019 | Copa Mundial                             | Koper, Eslovenia        | 1º        | Suelo      | [ 50 ] |
| 2019 | Copa Mundial                             | Osijek, Croacia         | 3º        | Salto      | [ 50 ] |
| 2019 | Juegos Panamericanos                     | Lima, Perú              | 1º        | Suelo      |        |